# Walter Jupiter
Walter Jupiter byl v licenci vyráběný, britský 9válcový hvězdicový motor původně vyráběný firmou Bristol Engine Company (Bristol Jupiter). Vznikl na konci první světové války. Celá řada vylepšení a postupný vývoj z něj udělaly jeden z nejlepších motorů své doby. Ve 20. a 30. letech se montoval do celé řady různých letounů a byly vyrobeny tisíce motorů Jupiter všech verzí, a to jak firmou Bristol, tak i licenčně v zahraničí. Akciová továrna automobilů Josef Walter a spol. v Praze-Jinonicích pro výrobu jeho dokumentaci nakoupila jako sublicenci francouzského motoru Gnome-Rhône 9A Jupiter, protože původní vlastník práva prodal právě francouzské společnosti. Francouzská sublicence byla zakoupena proto, že měla dokumentaci zpracovánu v metrických mírách, zatímco anglická byla v mírách palcových.

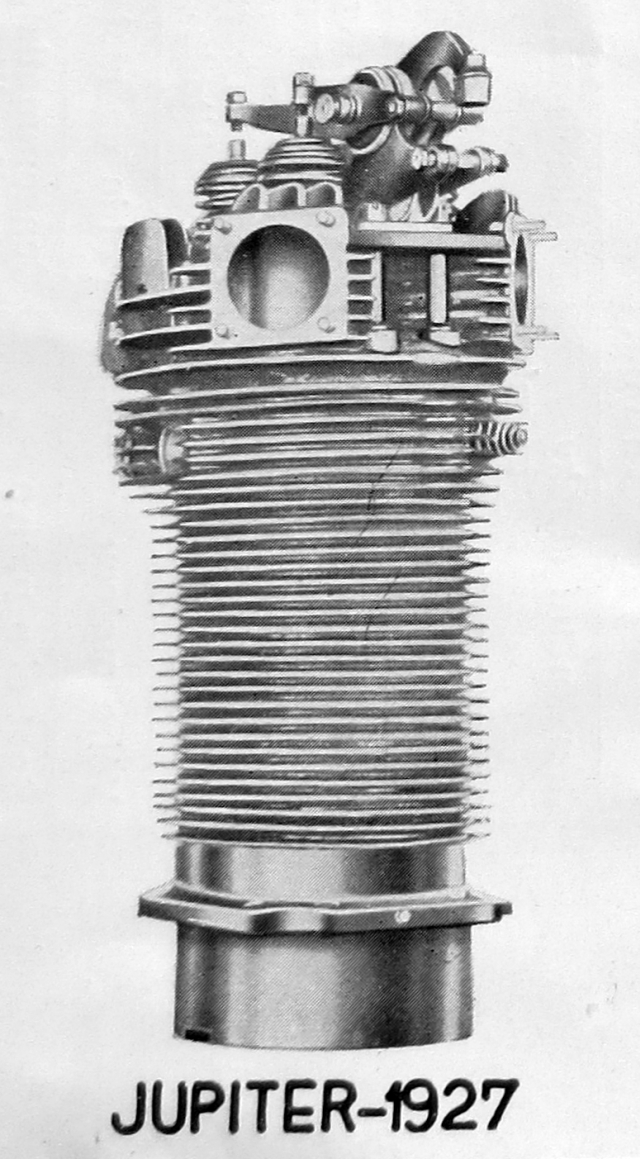
Walter Jupiter IV (1927)

## Vznik a vývoj
Ve druhé polovině dvacátých let 20. století byly na československých vojenských i civilních letadlech poměrně hojně používány výkonné lehké hvězdicové devítiválce Walter Jupiter. Jejich potřebu vyvolalo Ministerstvo národní obrany (MNO) tak, aby byly tyto motory k dispozici pro připravované letouny Aero, Avia a Letov vyšších kategorií. Nejednalo se ovšem o „prostou“ licenční výrobu. V objednávce si MNO vymínilo svým zadáním, že sice motory musí být vyráběny přesně podle licenčních výkresů s dodržením tolerancí, ale v maximální míře musí být pro výrobu použity československé materiály a československé subdodávky komponent. To v podstatě znamenalo nový vývoj a zkoušení motoru včetně následné, nezbytné homologace takového motoru.
S výrobou hvězdicových motorů měla sice jinonická továrna řadu zkušeností, neboť od roku 1923 vyráběla motory řady NZ vlastní konstrukce, ovšem s výkonem jen 60-120 k (44-88 kW). Nyní před ní stál úkol zhostit se výroby motoru o výkonu 420 k (309 kW). Současně s tím bylo nezbytné významně změnit výrobní technologie a pracovní postupy. Veškeré druhy ocelí byly nakupovány od Hutě Poldi z Kladna, odlitky pístů byly ze slévárny Škody Plzeň a součásti ze slitin hliníku byly odlity v jinonické slévárně. Mimo jiné byly v zapalování použity československé zapalovací svíčky Jiskra firmy Eisner a spol., Praha.
První Jupiter označený jako Walter Jupiter IV absolvoval 100hodinovou zkoušku (homologaci) na nové brzdě Heenan-Fround pod dohledem certifikační státní zkušebny 15. března 1927, a poprvé byl vystaven na IV. mezinárodní letecké výstavě v Praze, která se konala v červnu 1927. Po Jupiteru IV následovala v srpnu 1929 verze Walter Jupiter VI, která se vyznačovala zlepšeními na ojničním systému, v uložení hřídele, válců a rozvodu. Motor dostal nová magneta Scintilla GN9DA a svíčky Jiskra 240. Po verzi VI následoval Walter Jupiter VII s kompresorem a posléze reduktorová verze Walter Jupiter VIII-R. Motory Walter Jupiter se vyráběly až do roku 1932. Dalším licenčním motorem vyráběným v jinonické továrně, který následoval po Jupiteru, byl od roku 1934 hvězdicový devítiválec Walter Pegas, který vyvinula firma Bristol Engine Company (Bristol Pegasus) a byl uvedenV Anglii na trh v roce 1931.
Podle firemních podkladů Walter bylo vyrobeno 59 motorů Walter Jupiter IV a 217 motorů Walter Jupiter VI. Celkem všech variant Jupiterů bylo v letech 1927-1933 vyrobeno 276 kusů. Počty vyrobených variant VII a VIII-R nejsou známy.

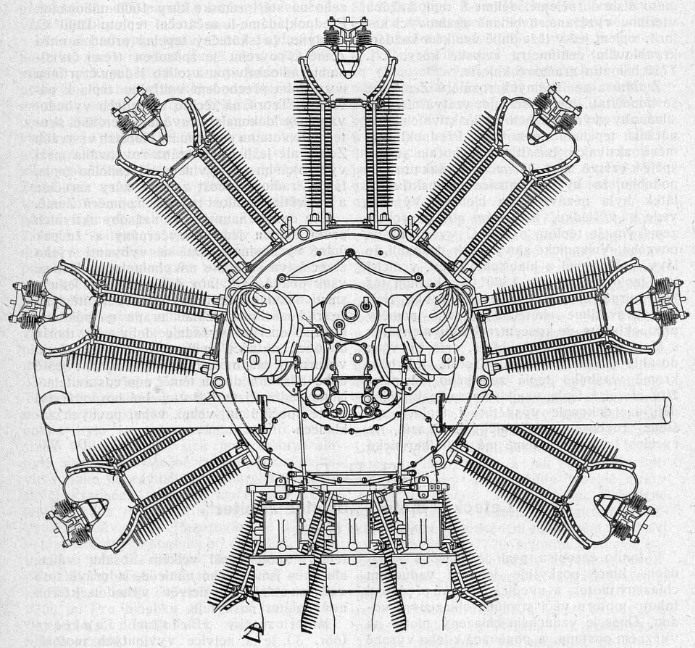
Walter Jupiter IV, skica, pohled zezadu (1927)

Letecký motor Walter Jupiter VI je vystaven v expozici leteckého muzea ve Kbelích na letounu AP-32. Další motor tohoto typu ve sbírkách VHÚ je upraveným výukovým řezem. Do Leteckého muzea byl získán na jaře roku 1968 ze Střední průmyslové školy strojní v pražské Preslově ulici. Ten je nyní, po částečné renovaci, prezentován veřejnosti v Jizerskohorském technickém muzeu v Bílém Potoce pod Smrkem v bývalé přádelně Karla Bienerta.

## Popis motoru
Ocelové válce motoru, obrobené z výkovků, byly nasazeny na klikovou skříň válcového tvaru. Hlavy válců byly z hliníkové slitiny, chladicí žebra byla obráběna z plného materiálu. Hliníkový píst měl 3 kroužky, horní 2 byly těsnicí, spodní byl stírací. Tenkostěnné pístní čepy byly vyrobeny z oceli a kaleny na vzduchu. Mazání těchto čepů se dělo olejem, odstříknutým z klikové ojniční pánve.

Obě poloviny motorové skříně (odlitek z hliníkové slitiny) se dvěma víky byly spojeny 9 svorníky. V přední části komory byla vlastní rozvodová skříň. Byla zakryta víkem z hliníkové slitiny. Zadní díl klikové komory měl po vnějším obvodu prstencovou dutinu, do níž ústily otvory přírub pro sací potrubí. Ventilový rozvod OHV se 4 ventily v každé hlavě. Pohon rozvodovým bubnem (vačkovým kotoučem) se 2 vačkami, vnější byla pro sací ventily a druhá, vnitřní výfukové ventily. Rozvodový buben měl dlouhý náboj s bronzovou vložkou a byl vložen mezi hlavní válečkové ložisko motoru a výstředný čep distanční vložky. Hlavní ojnice a 8 vedlejších průřezu H byly obrobeny z chromniklové oceli Poldi Victrix a leštěny. Vyvrtaný, jednou zalomený klikový hřídel z chromniklové oceli byl uložen ve třech válečkových ložiscích. Hlavní ložiska byla vsazena do ocelových pouzder a byla zalisována do stěn komory.

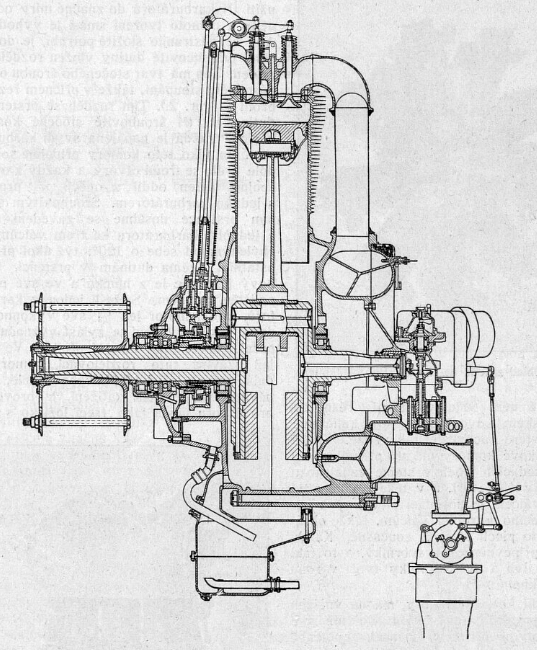
Walter Jupiter IV, skica, podélný řez motorem (1927)

Mazání se suchou skříní (olej se z ní odčerpával pumpami, sací a tlačná). Olej se rozváděl dutinami hřídele ke všem ložiskům. Výrobce motoru doporučoval použití oleje Caroil (Mobiloil). Pohon olejových čerpadel zajišťoval svislý hřídel od hlavního hřídele motoru s kuželovým soukolím o nestejné velikosti kol. Na obou koncích byl hřídel uzavřen zátkami. Větší ozubené kolo zabíralo současně do ozubených kol dvou magnetek. Od každé z nich vedlo 9 kabelů ke svíčkám. Kabely (celkem 18) byly ukryty v kovovém pouzdru. Zapalování dvěma magnetkami Scintilla. Karburátory Zénith byly na tomto motoru 3, každý karburátor zásoboval 3 válce.
Odlehčený vrtulový náboj byl připojen přes kuželové drážkování ke skříni 10 svorníky. Pohon zpravidla dřevěnou, dvoulistou vrtulí s pevným nastavením listů.

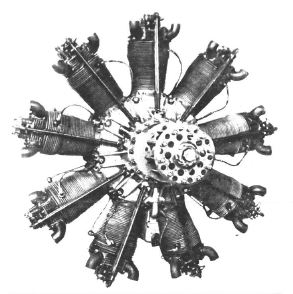
Walter Jupiter VI (1929)

## Použití
Motory řady Walter Jupiter byly využívány československými leteckými výrobci Aero, Avia a Letov.    

### Avia
První letoun, na kterém se motor Walter Jupiter IV o výkonu 315–330 kW (420–450 k) objevil, byl dvoumístný stíhací letoun Avia BH-26 vzniklý roku 1926. Byl představen v závěru roku na aerosalonu v Paříži a od roku 1927 do něj byly montovány licenční Jupitery IV z jinonické továrny. O rok později začal létat s Jupiterem IV dopravní dvouplošník Avia BH-25J (podle imatrikulace prototypu L-BABA, dostaly všechny stroje přezdívku Baba, 1927). Dopravní Avia BH-25J byl první československý letoun, který byl nasazen v mezinárodní přepravě. Všechny z vyrobených 5 letounů BH-25J sloužily u ČLS (L-BABA až BABF resp. OK-ABA až ABF), po čase dva z nich koupil Aeroklub vysokoškolského sportu (1933–4) a jeden letoun odkoupila letecká společnost firmy Baťa (OK-ABC, 1931). Šestý kus A 38 byl zakoupen MNO. V Avii v roce 1928 rekonstruovali původně 2 holandské letouny Fokker F-VIIa a osadili je motory Jupiter IV. Provozovala je ČLS s imatrikulacemi L-BAAH a L-BAAI (OK-AAH, OK-AAI) až do přelomu let 1934–5.   
Dále se Jupitery uplatnily na vojenských stíhacích dvouplošnících Avia BH-26 (1926) a BH-33 (1928). V roce 1928 v závodě okružní let Okolo Malé dohody a Polska (II. ročník pořádaný Aeroklubem RČs.) štkp. Miloš Zelený na letounu Avia BH-26 s motorem Jupiter VI obsadil 9. místo. V roce 1929 3 letouny Avia BH-33 obsadily na tomto závodě 2.–4. místo. Druhý byl škpt. Karel Mareš (BH-33, Walter Jupiter VII), na třetím a čtvrtém místě byli jugoslávští piloti Bajdak a Cintič (oba s Avia BE-33E). Walter Jupiter VII byl „výškový“ motor s kompresorem, který si zachovával výkon 510 k až do výše 4000 m. Téhož závodu Okolo Malé dohody a Polska v roce 1929 se měl zúčastnit i štkp. František Malkovský na stíhacím letounu Avia B-133 s motorem Jupiter VI, ale samotném závodě nestartoval, protože stroj se nepodařilo před soutěží dokončit včas. S letouny Avia BH-33E (1929), kde se postupně uplatnily motory verzí IV, VI a VII, byly zaznamenány mnohé sportovní (Walter Jupiter VII) i exportní úspěchy vč. varianty BH-33E. Pro export BH-33E do Jugoslávie, Řecka atd. nebyly letouny dle licenčního ujednání vybaveny československými motory. Poslední aplikací s motorem Jupiter IV byl vojenský, třímotorový bombardovací hornoplošník Avia F-IX (1932), kterých bylo vyrobeno v letech 1932–1933 celkem 12 kusů.

### Aero
V roce 1927 k aplikacím Jupiteru IV přibyl dopravní dvouplošník Aero A-23 až pro 8 cestujících vč. posádky. Sedm sériových strojů A-23 zařadily ČSA do služby v roce 1928, zpočátku létaly na lince Praha – Brno – Bratislava – Užhorod, později na „lázeňských“ linkách v Čechách (do Karlových Varů a do Mariánských Lázní). Kromě dvoučlenné posádky pojal pět až šest cestujících a jejich zavazadla.   

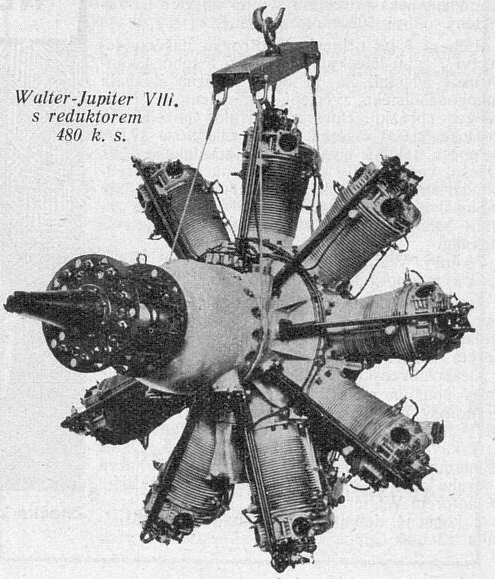
Walter Jupiter VIII-R

Již o rok později (1928) byly veřejnosti představeny s motorem Walter Jupiter IV letouny: přestavěný Ab-11.17 na prototyp víceúčelového vojenského dvouplošníku Aero A-11J, vojenský bitevní dvouplošník Aero A-32 (vznikl z prototypu Aero Ab 11J), dopravní dvouplošník Aero A-38 (1928), což byla zdokonalená verze letounu Aero A-23. Z pěti letounů A-38 sloužily 3 u ČSA (L-BACB až BACD, OK-ACE až ACC) a 2 u společnosti CIDNA (L-BACE, L-BACF). I v tomto případě došlo k odprodejům 2 ze 3 letounů ČSA odkoupila letecká společnost Baťa (OK-ACB, OK-ACC, 1933–4) a oba od CIDNA odletěly do Francie pro novou imatrikulaci F-AJLF a F-AJLG.
Následně homologovaný Walter Jupiter VI o výkonu 330–399 kW (450–543 k) se od roku 1929 uplatnil na nových letounech, ale také na již provozovaných, kde nahrazoval i verzi Jupiter IV: bitevní letoun Aero A-32 (1927), vč. variant Aero AP-32 a APb-32. V letech 1927–31 bylo vyrobeno 31 strojů A-32, dalších 16 bylo v roce 1929 exportováno do Finska (finské letouny byly vybaveny motorem Issota Frascini Asso Caccia a originálními Gnome-Rhône Jupiter, export motorů Walter Jupiter licence nepovolovala). V letech 1929–1931 následovala série 76 letounů AP-32 (Jupiter IV) a již se silnějším motorem Jupiter VI dalších 35 letounů verze APb-32 (1930–1932). Následně na standard AP-32 byly přestavěny i dosud vyrobené letouny A-32. Dodávky pro československé letectvo byly zahájeny v roce 1930 a letouny zůstaly ve výzbroji jako bitevní a později jako cvičné resp. jako pozorovací u Četnických leteckých hlídek až do roku 1939. Celkem ve verzi AP-32 a APb-32 bylo vyrobeno 114 letounů.

### Letov
První aplikací byla instalace motoru Jupiter VIII-R na prototyp vojenského stíhacího dvouplošníku Letov Š-20J. V roce 1927 při zkouškách letounu Letov Š-20J s motorem Jupiter VIII-R (o výkonu 480 k) vystoupal tovární pilot Letova Bohumil Kovanda do výšky 8700 m, což byl na tu dobu skvělý výkon a získal tak cenu pplk. Viplera za nejlepší výkon na výšku. Letov Š-20J se do sériové výroby nedostal, ale zkušenosti byly využity v následném stíhacím dvouplošníku Letov Š-31, který byl osazen motorem Jupiter VI (1929). V letech 1931–1932 bylo postaveno 32 sériových letounů Š-31.
V roce 1928 v závodě okružní let Okolo Malé dohody a Polska (II. ročník pořádaný Aeroklubem RČs.) zvítězil štkp. Josef Kalla na letounu Letov Š-216.1 s motorem Walter Jupiter VIII-R. Na trati dlouhé 3112 km s nákladem 1000 kg dosáhl Kalla průměrné rychlosti 201,2 km/h a do výšky 3000 m vystoupal za 28,9 min. Dále s Jupiterem VI létal vojenský bombardovací a pozorovací dvouplošník Letov Š-128 (1930), kterých bylo československému letectvu dodáno 16 v roce 1931 z celkem 19 vyrobených.
Jeden v licenci Letovem vyrobený (červen 1929) dopravní letoun Farman F.62 Goliath (L-BAGH, OK-AGH) měl nainstalován pohonnou jednotku Jupiter IV a změnil se tak na standardní typ Letov/Farman F-63 "Goliáš". Od 6. června 1929 jej provozovaly ČSA a po nich od roku 1932 Ministerstvo národní obrany. Datum výmazu z leteckého rejstříku je uváděn ve 2 variantách: 24. 12. 1932. resp. 29.12.1932

## Použití v letadlech
- Aero A-23
- Aero A-32, Aero AP-32, Aero APb-32
- Aero A-38
- Aero A-130
- Avia BH-21J
- Avia BH-25J
- Avia BH-26
- Avia BH-33, Avia BH-33E
- Avia B-133
- Avia-Fokker F-VIIa
- Avia F-IX
- Letov/Farman F-63 "Goliáš"
- Letov Š-20J
- Letov Š-31
- Letov Š-128
- Letov Š-216.1

## Technická data

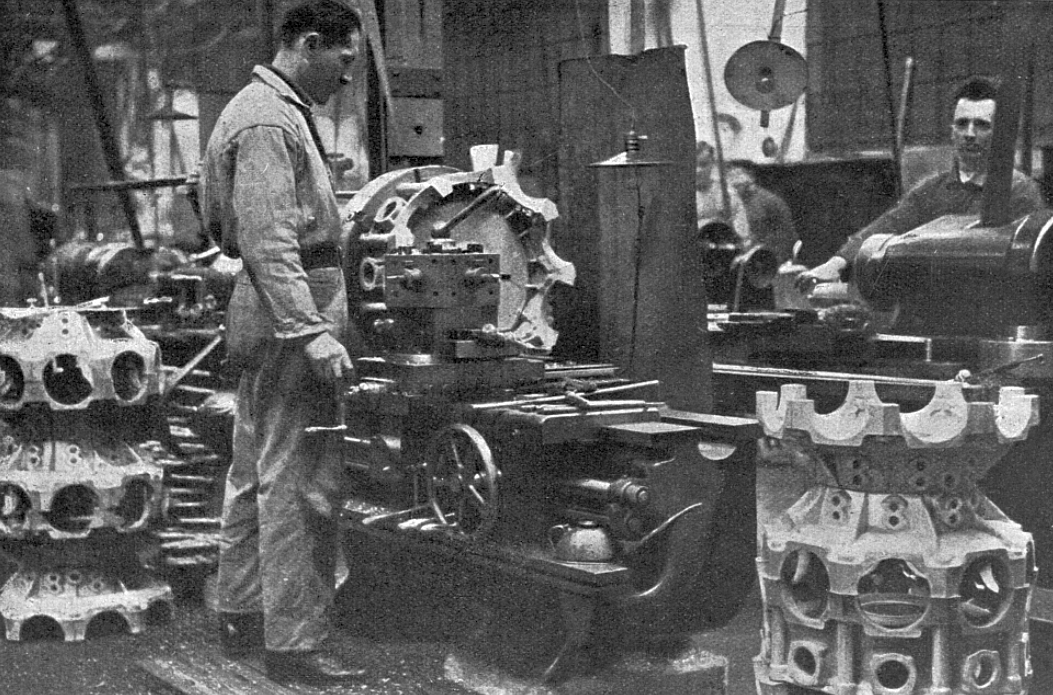
Výroba dílů motoru Jupiter v továrně Walter Jinonice (1927)

Data dle

### Hlavní technické údaje
- Typ: devítiválcový, vzduchem chlazený hvězdicový motor
- Vrtání válce: 146 mm
- Zdvih pístu: 190 mm
- Celková plocha pístů: 1 507 cm2
- Objem válců: 28 630 cm3
- Délka: 1 350 mm (IV), 1 054 mm (VI), 1 297 mm (VIII-R)
- Průměr: 1 384 mm (IV), 1 400 mm (VI), 1 416 mm (VIII-R)
- Hmotnost motoru s nábojem vrtule a příslušenstvím: 354 kg (IV), 379 kg (VI), 410 kg (VII), 395 kg (VIII-R)

### Součásti
- Rozvodový systém: OHV, 2 sací a 2 výfukové ventily na válec
- Karburátor: Zénith 55 TJ
- Palivo: 73–77oktanový benzín nebo směs benzín-benzol
- Zapalování: 2× magneta Scintilla GN9 DA
- Startér: Viet, na stlačený vzduch
- Chladicí soustava: chlazení vzduchem
- Mazání: 2 x čerpadlo, pod tlakem se suchou skříní
- Reduktor: 1:2 (VIII-R)
- Spotřeba paliva: 230–250 g·h−1·k−1 / 313–340 g·h−1·kW−1
- Spotřeba oleje: 15–20 g·h−1·k−1 / 20–27 g·h−1·kW−1

### Výkony
| Označení motoru            | Walter Jupiter IV              | Walter Jupiter VI              | Walter Jupiter VII             | Walter Jupiter VIII-R          |
| -------------------------- | ------------------------------ | ------------------------------ | ------------------------------ | ------------------------------ |
| Jmenovitý výkon při zemi:  | 308 kW / 420 k při 1750 ot/min | 330 kW / 450 k při 1750 ot/min | 338 kW / 460 k                 | 353 kW / 480 k při 2000 ot/min |
| Maximální, vzletový výkon: | 330 kW / 450 k při 1850 ot/min | 353 kW / 480 k při 2000 ot/min | 375 kW / 510 k ve výšce 4000 m | 441 kW / 600 k                 |
| Kompresní poměr            | 5:1                            | 6,5:1                          | 5,3:1                          | 5,3:1                          |
| Specifický výkon           | 10,8 kW/l (14,7 k/l)           | 11,5 kW/l (15,7 k/l)           | 11,8 kW/l (16,1 k/l)           | 12,3 kW/l (16,7 k/l)           |
| Specifická hmotnost        | 1,15 kg/kW (0,84 kg/k)         | 1,17 kg/kW (0,86 kg/k)         | 1,21 kg/kW (0,89 kg/k)         | 1,11 kg/kW (0,82 kg/k)         |

## Galerie

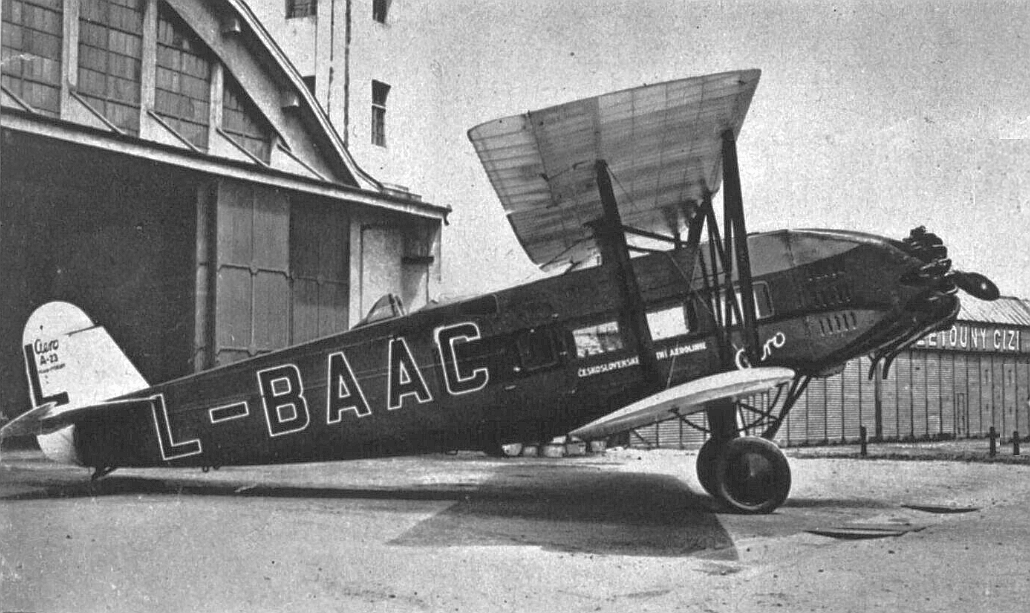
Aero A-23 (L-BAAC) a Walter Jupiter IV
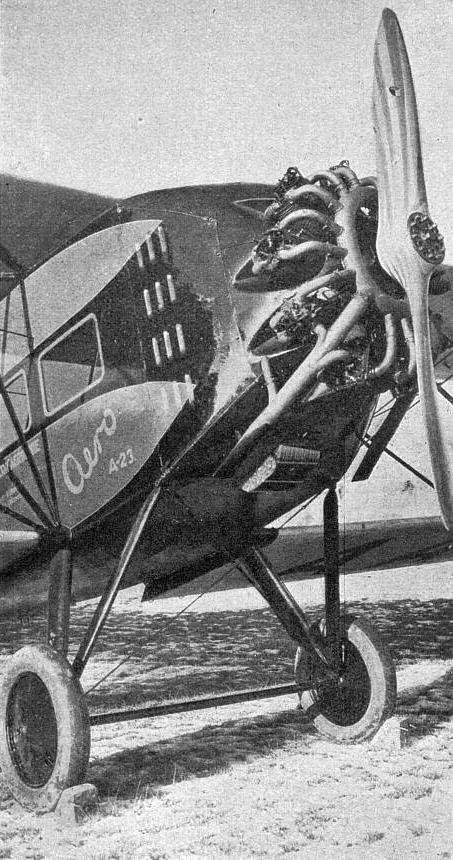
Aero A-23 s motorem Walter Jupiter IV (1928)
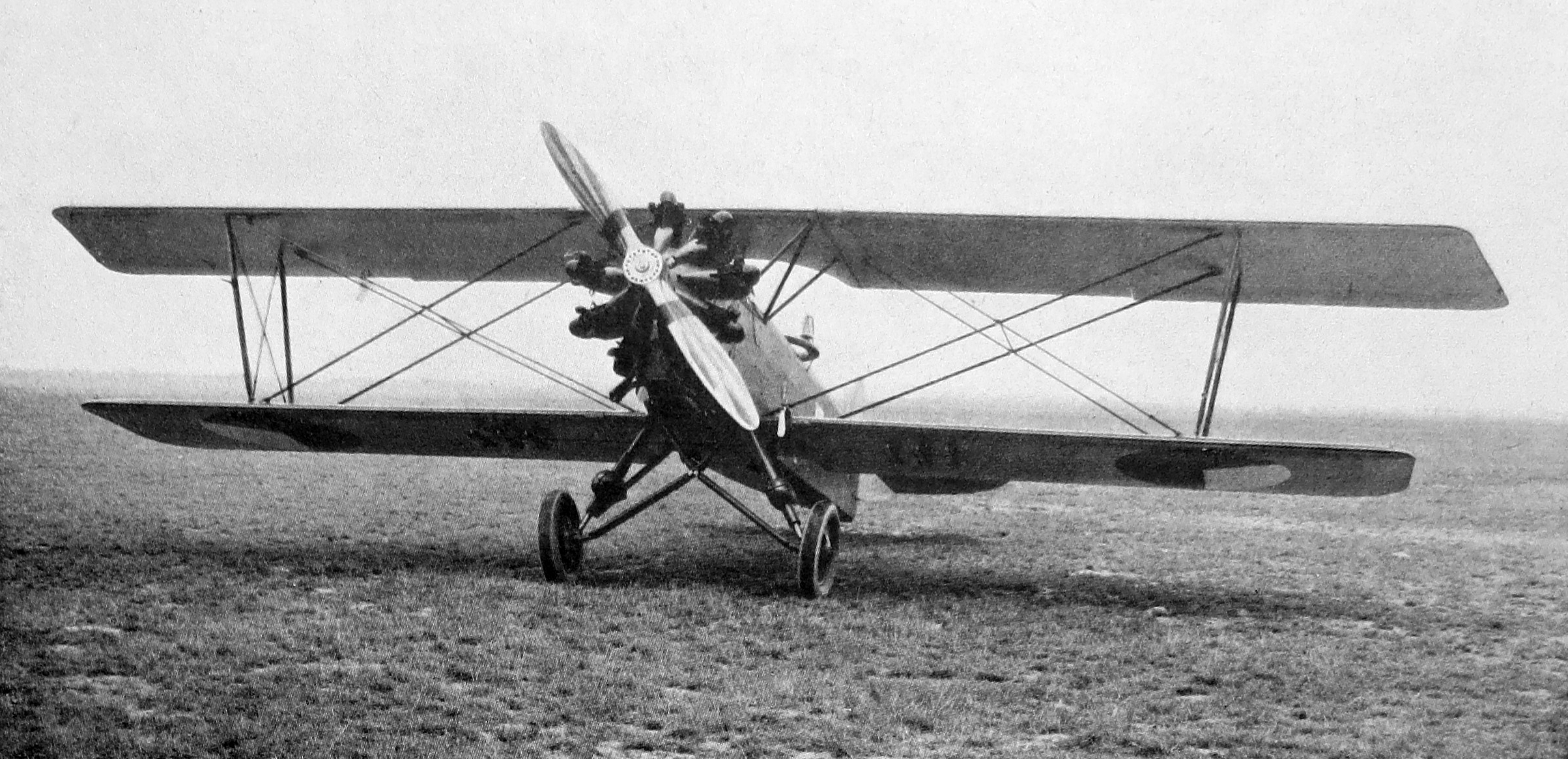
Aero AP-32, doprovodný stíhací nebo bitevní letoun (1929)
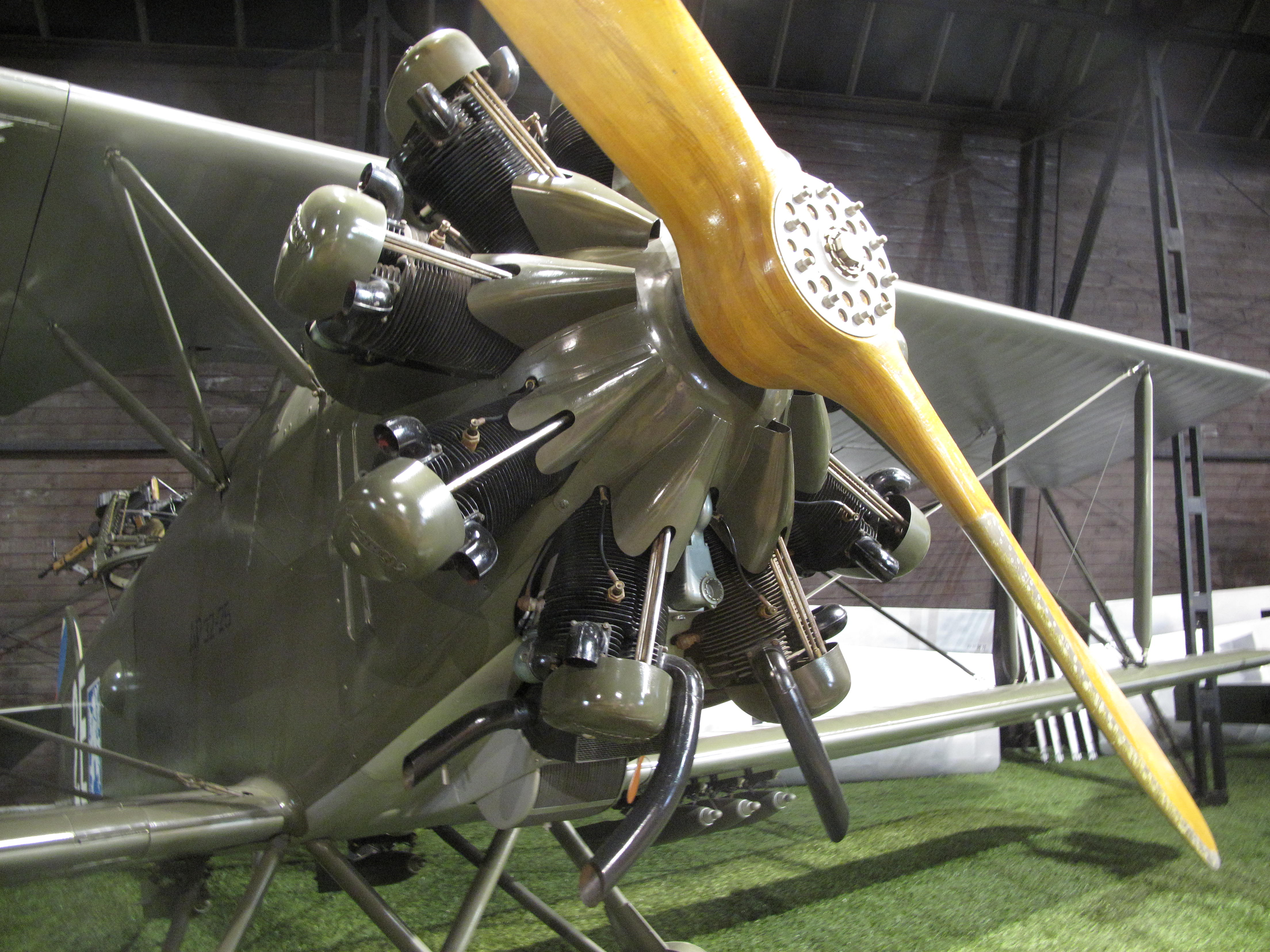
Aero Aero AP-32 s motorem Walter Jupiter VI (1930)
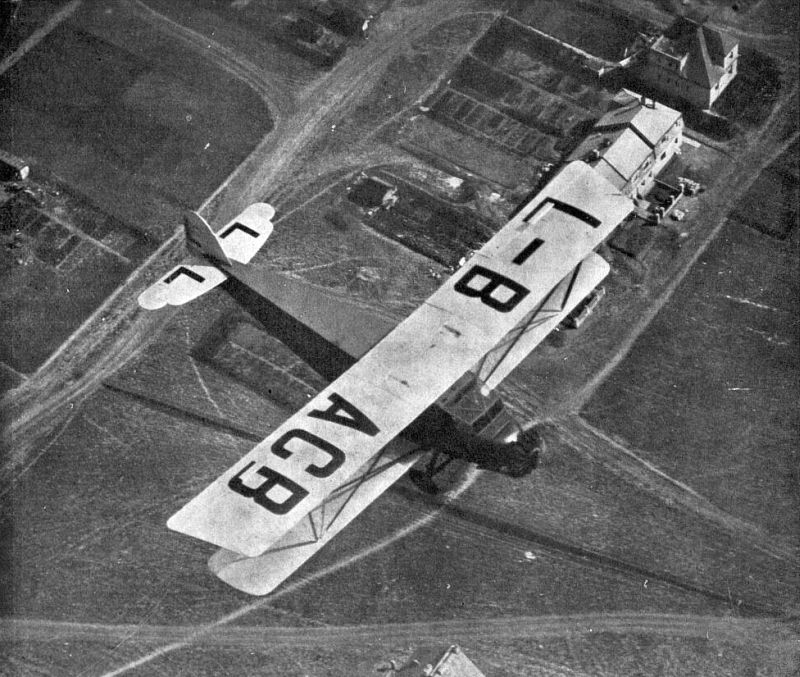
Aero A-38.1 (L-BACB) s motorem Walter Jupiter IV (1928)
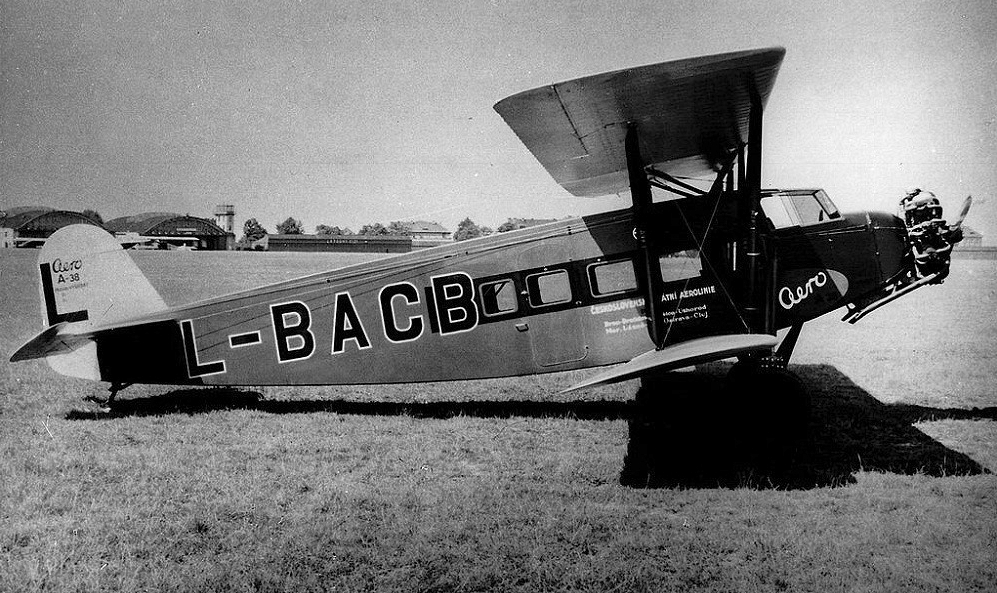
Aero A-38.1 (L-BACB) s motorem Walter Jupiter IV
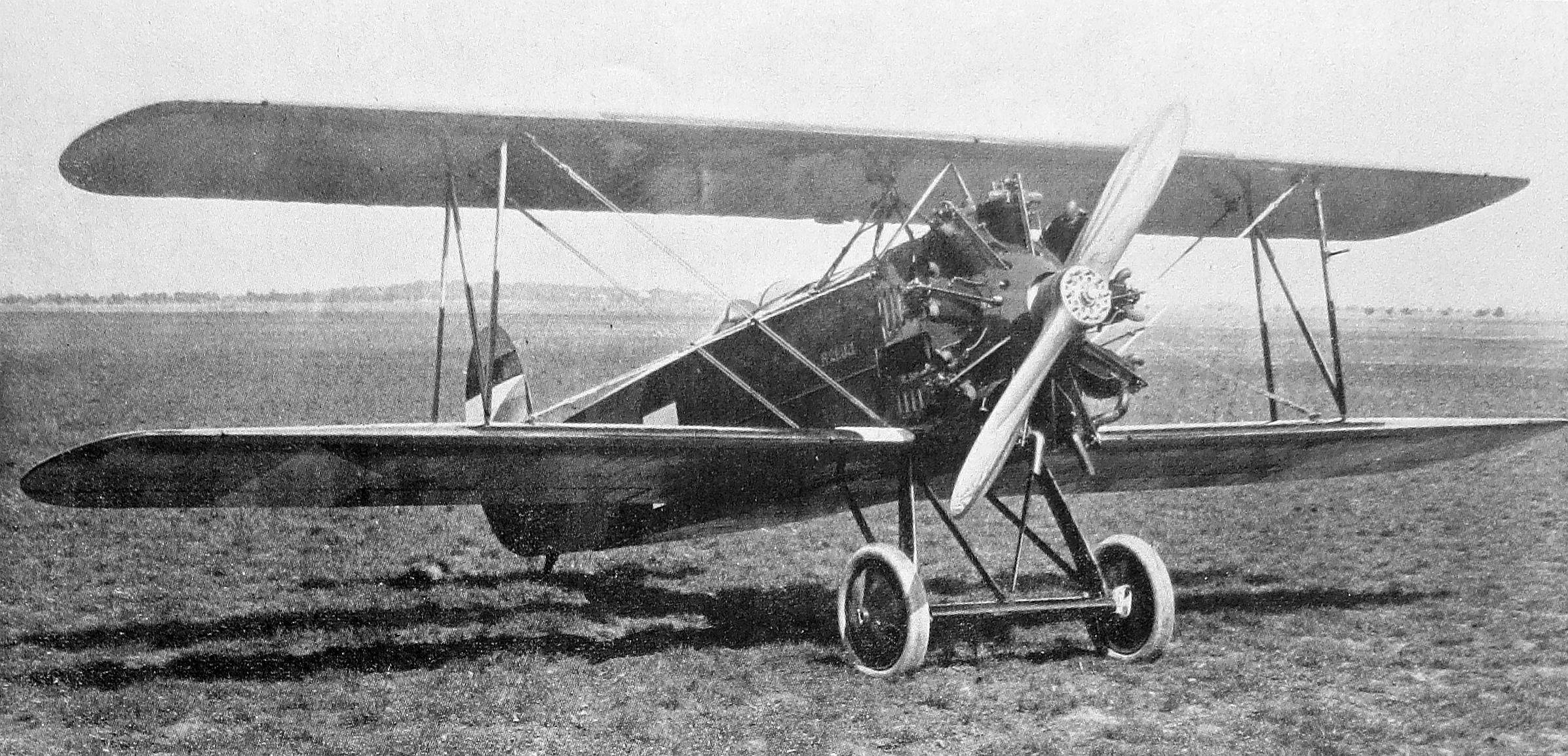
Avia BH-21J s motorem Jupiter IV (1926)
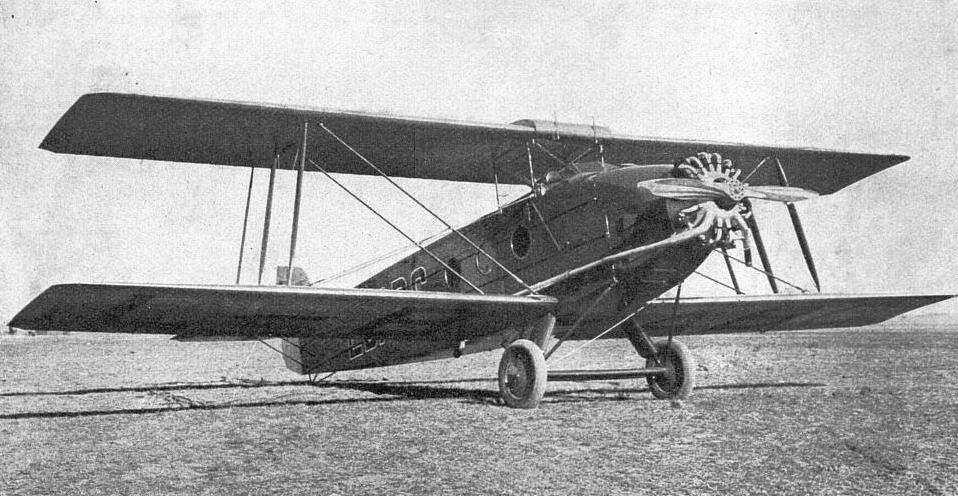
Avia BH-25J Československé letecké společnosti
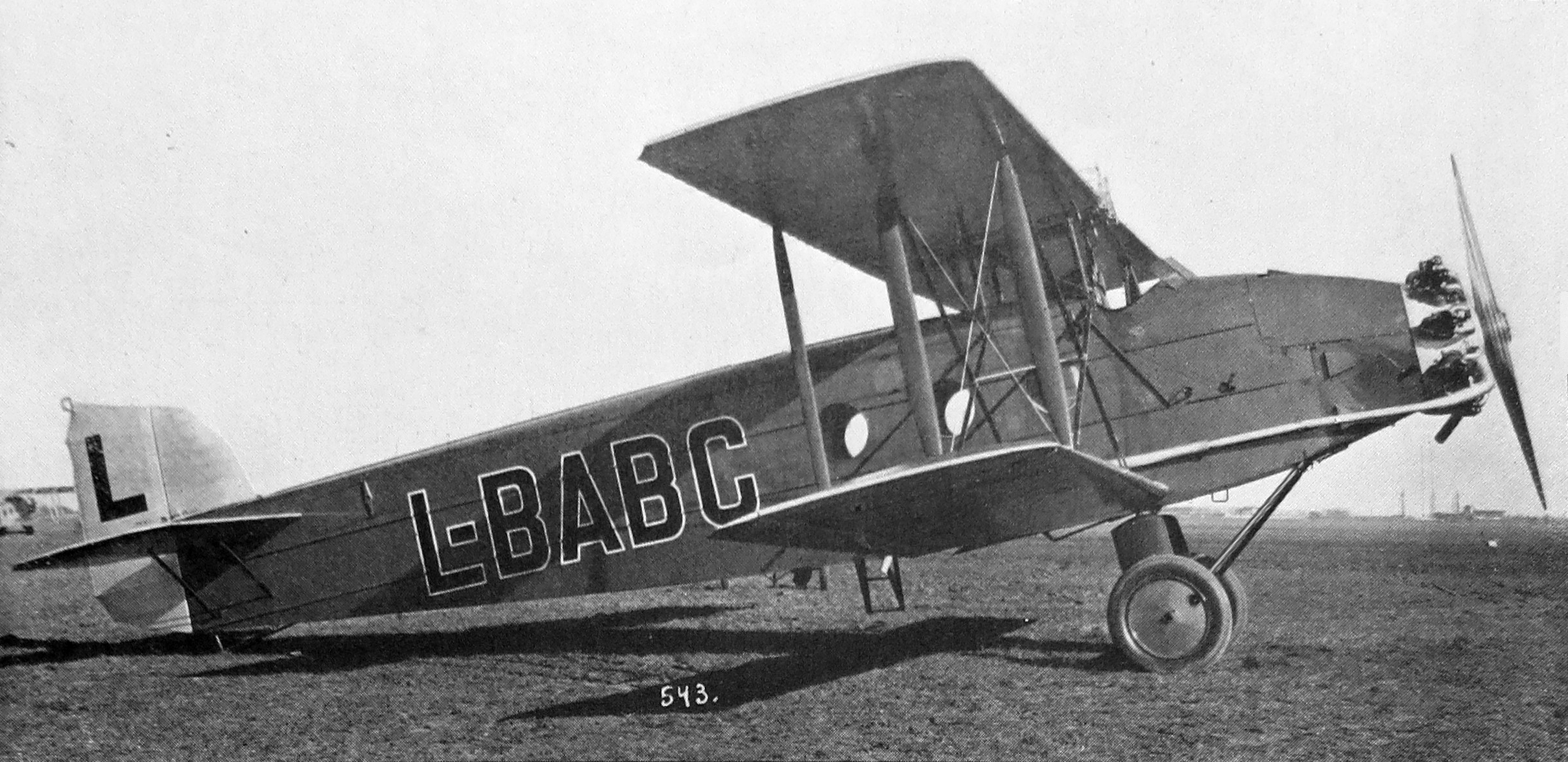
Avia BH-25J (L-BABC, OK-ABC) s motorem Jupiter IV (1928)
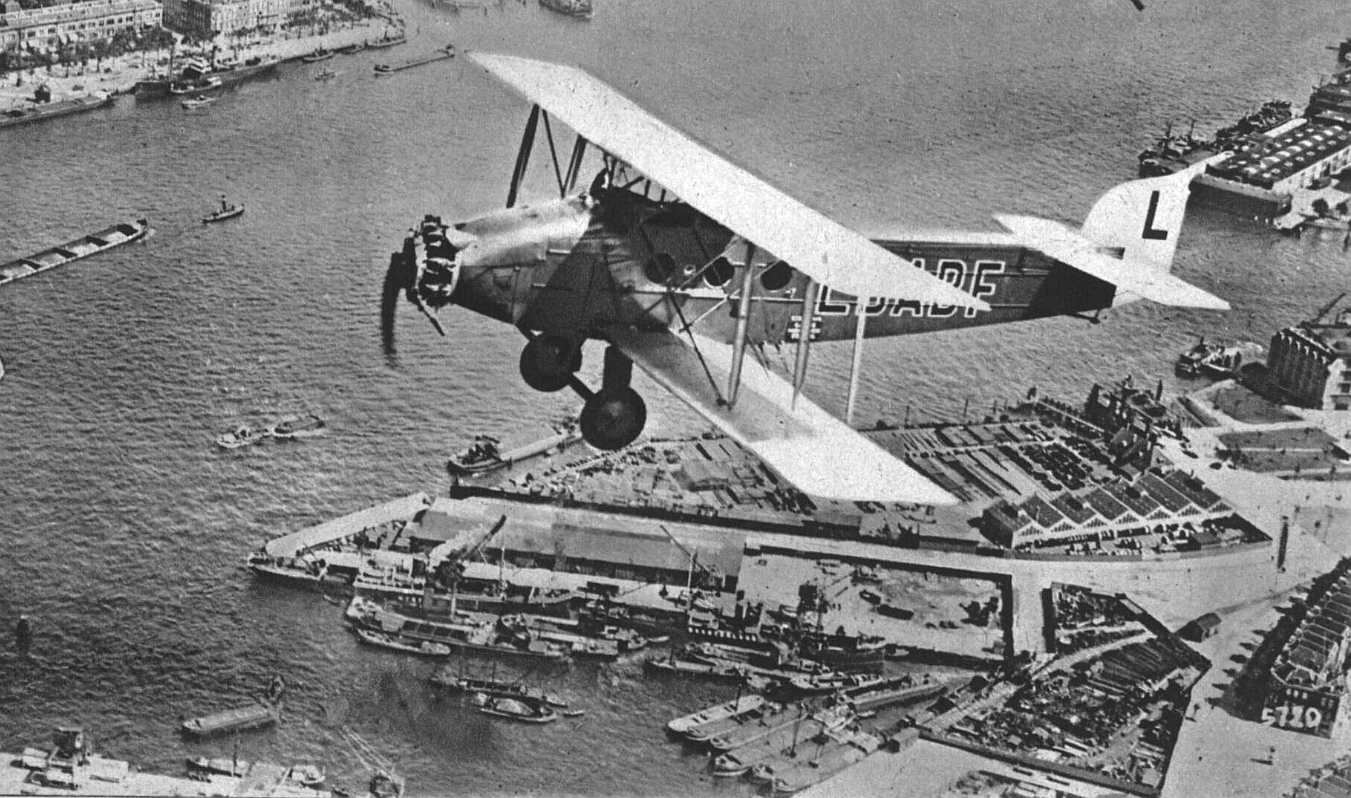
Avia BH-25J s motorem Walter Jupiter IV nad Rotterdamem (L-BABF, 1929)
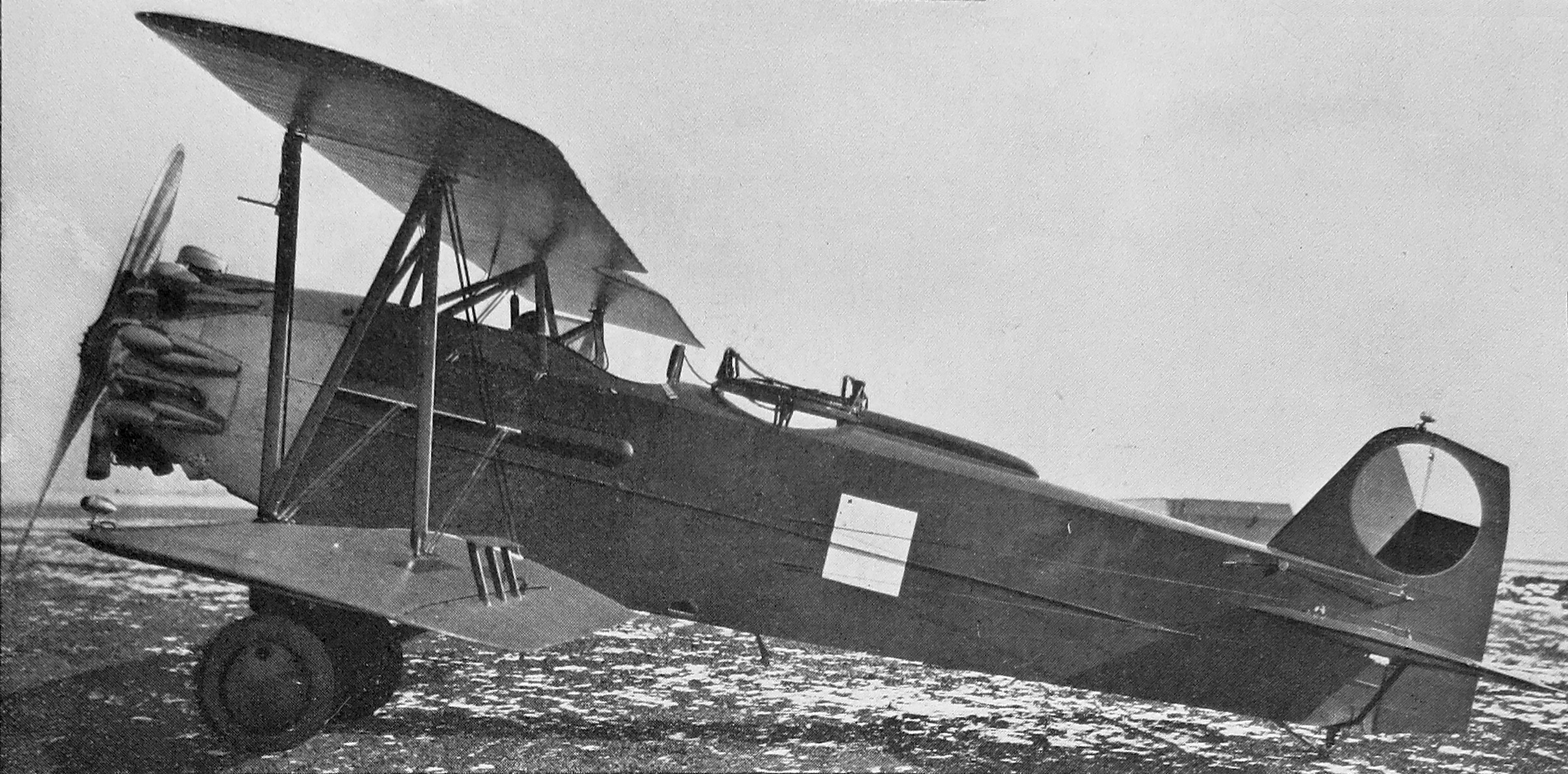
Avia BH-26, stíhací letoun (1927)
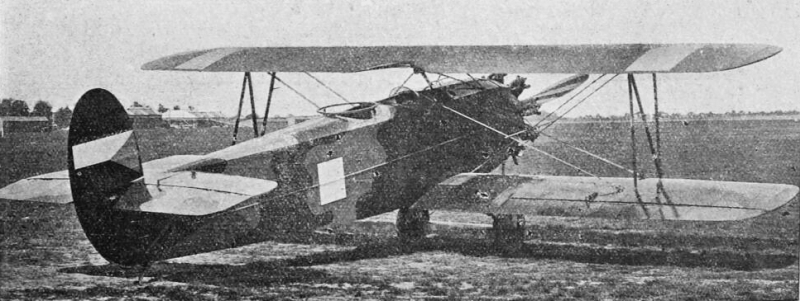
Avia BH-26 s motorem Walter Jupiter IV (1927)
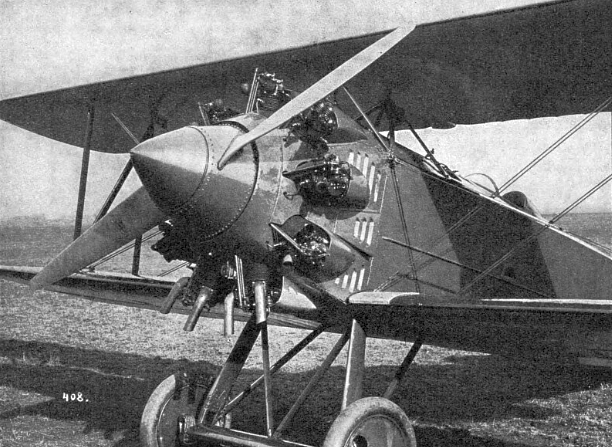
Avia BH-33 s motorem Walter Jupiter IV (1927)
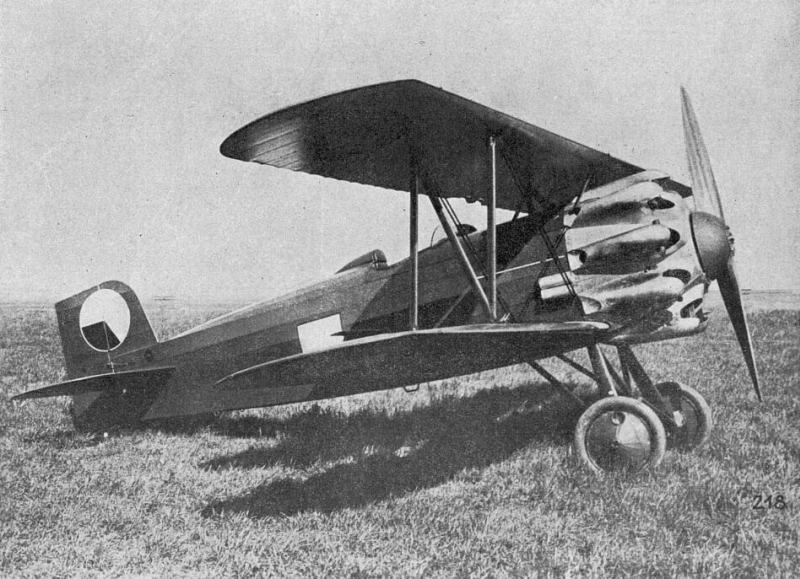
Avia BH-33E s motorem Walter Jupiter VII, se kterým škpt. K. Mareš obsadil 2. místo v závodu Okolo Malé dohody a Polska (1929)
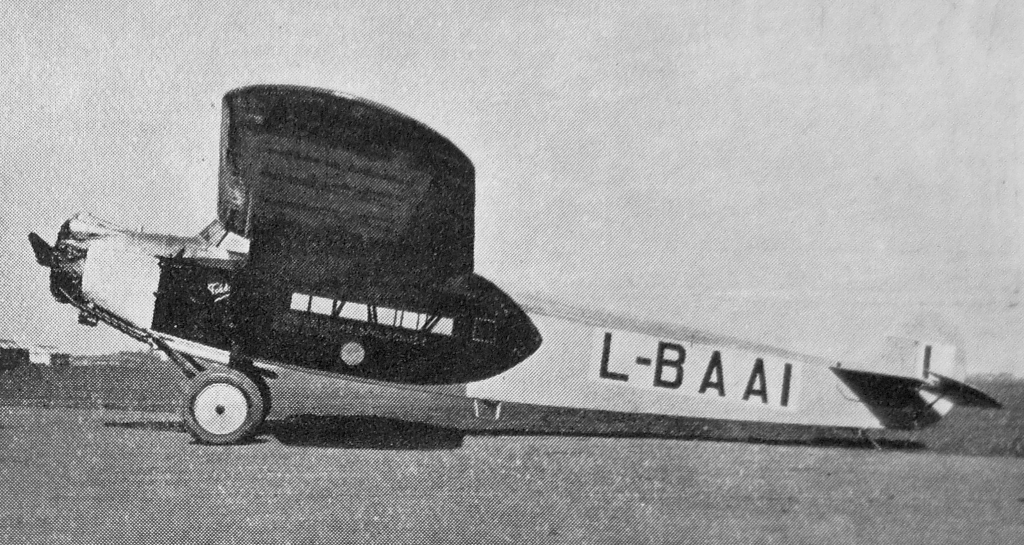
Avia-Fokker F-VIIa (L-BAAI) a Walter Jupiter VI (1930)
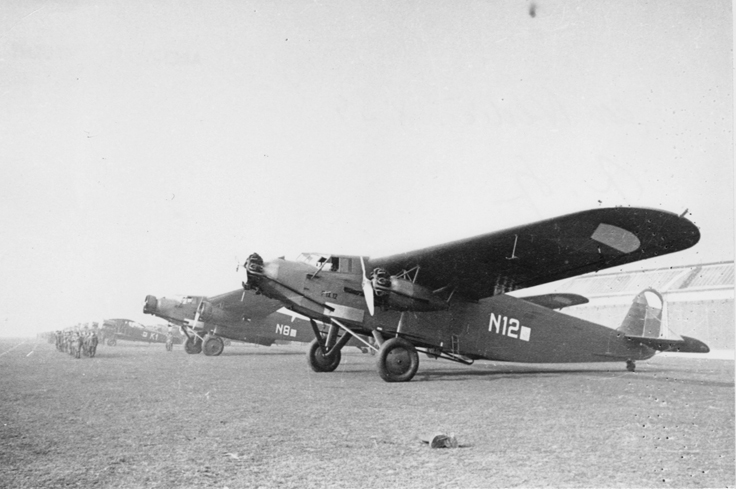
Avia F-IX a Walter Jupiter VI (1932)
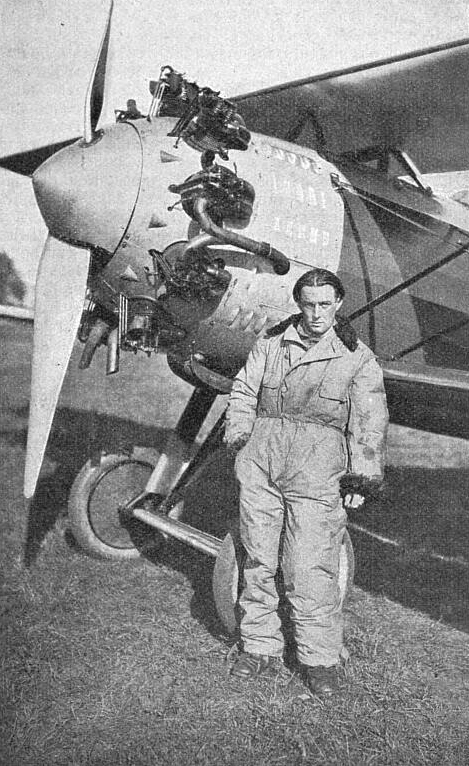
Tovární pilot Bohumil Kovanda před letounem Letov Š-20J s motorem Walter Jupiter VIII-R (1927)
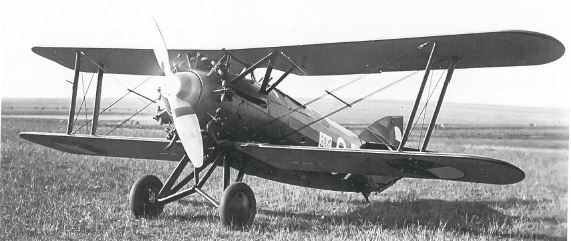
Sériový Letov Š-31 s motorem Walter Jupiter VI (1929)
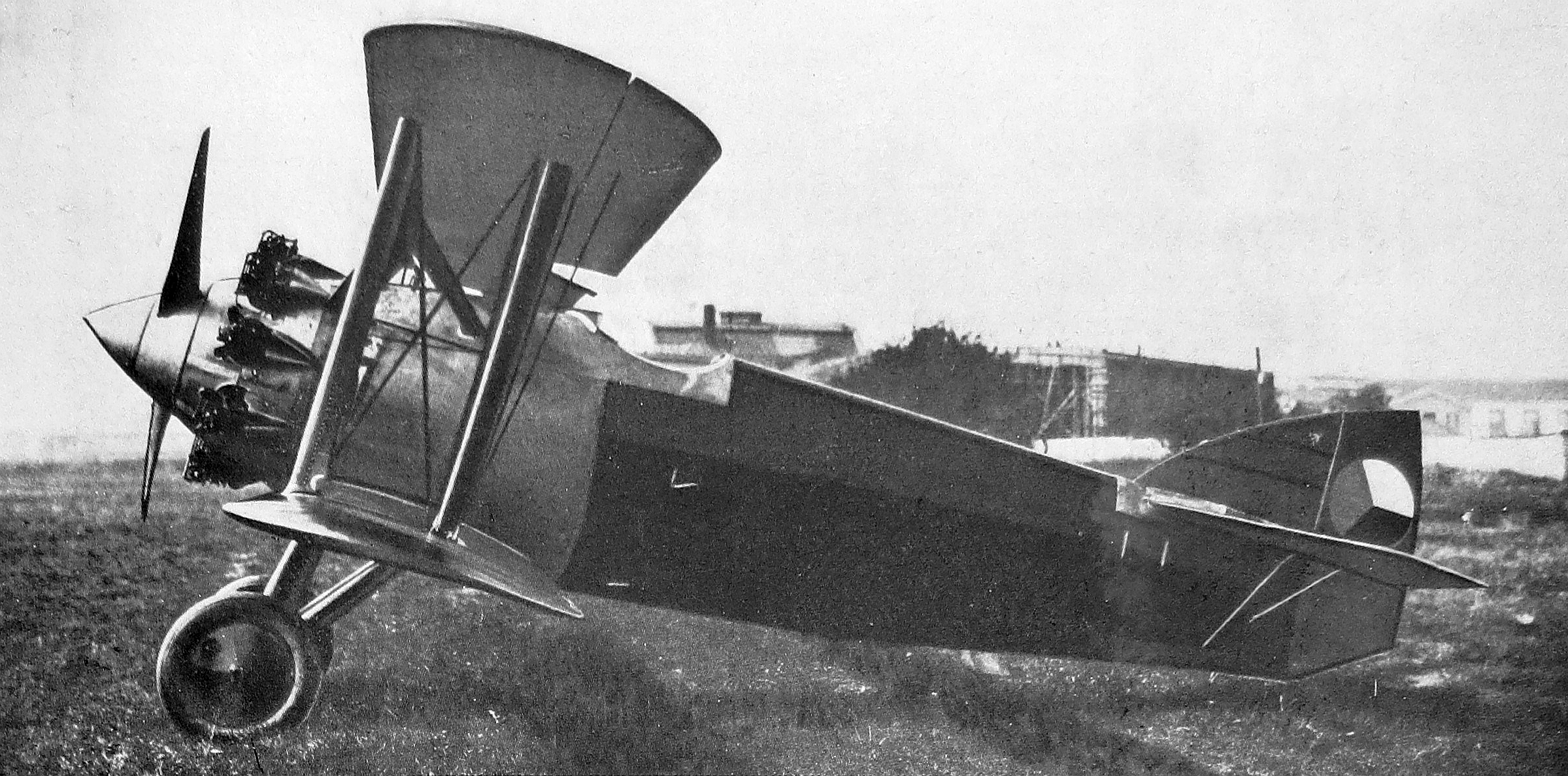
Letov Š-31 s motorem Jupiter VI
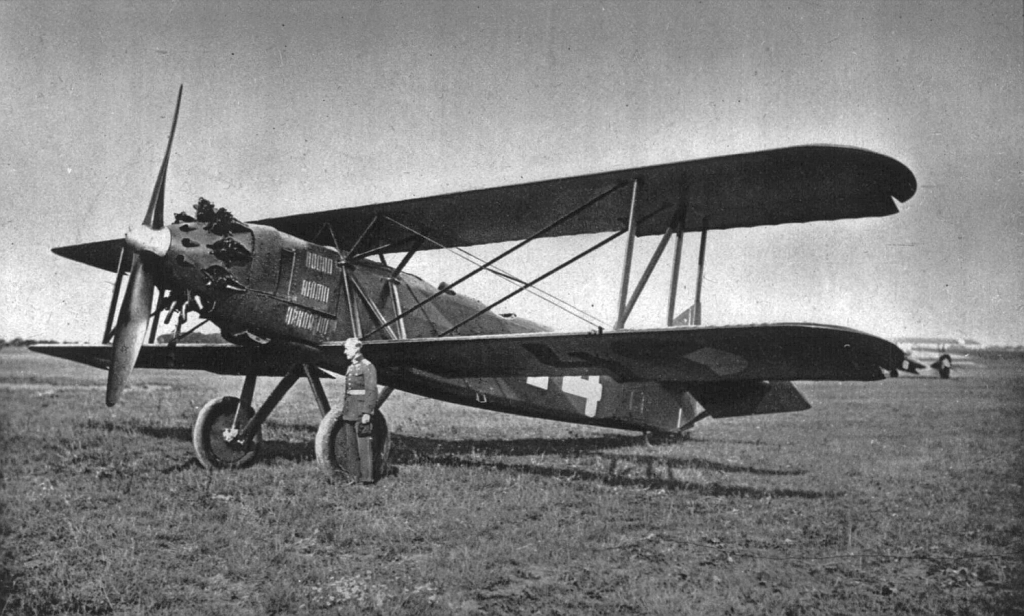
Letov Š-216 a pilot Josef Kalla s motorem Walter Jupiter VIII-R (1928)